# تشان هتون
تشان هتون (بالبورمية: ချန်ထွန်း، وتُنطق [tɕʰáɰ̃ tʰʊ́ɰ̃]) (23 أبريل 1906 – 16 مايو 1988) كان محاميًا وقاضيًا بورميًا بارزًا، شغل منصب النائب العام، ثم قاضيًا في المحكمة العليا في بورما، ويُعرف بكونه المهندس الرئيسي لأول دستور بورمي في عام 1947.

## التعليم
تلقى تشان هتون تعليمه في كلية أناندا في سيلان (الآن سريلانكا)، حيث اجتاز امتحانات الثانوية (الماتريك) في عام 1928. بعد ذلك، عاد إلى بورما والتحق بـ كلية جامعة رانغون، ومن ثم تابع دراسته القانونية حتى أصبح محاميًا رسميًا عام 1931.

## الحياة المهنية
بدأ تشان هتون حياته المهنية في المجال القانوني كمحامٍ، ثم التحق بالخدمة القضائية في بورما. برز اسمه بشكل كبير في الساحة الوطنية عندما أصبح أحد أعضاء اللجنة المسؤولة عن صياغة أول دستور للبلاد بعد الاستقلال، حيث عُيّن "مهندسًا دستوريًا" لهذا المشروع الوطني البارز.
لاحقًا، شغل منصب النائب العام لبورما، ثم عُيِّن قاضيًا في المحكمة العليا، ليكون أحد أبرز الوجوه القانونية والقضائية في البلاد خلال فترة ما بعد الاستقلال.

## دستور 1947
في عام 1947، شارك تشان هتون في صياغة أول دستور لبورما المستقلة، وكان له دور محوري في وضع المبادئ العامة التي قامت عليها دولة بورما الحديثة. وقد استندت الوثيقة الدستورية على النموذج البرلماني البريطاني، مع إدراج مبادئ السيادة الوطنية والتعددية السياسية.

## أنشطته الفكرية
عرف عن تشان هتون دعمه للديمقراطية والليبرالية الدستورية، كما كان من المدافعين عن دور القانون في الحياة العامة البورمية. في سنوات لاحقة، كتب مقالات ومحاضرات حول الدستور والعدالة وسيادة القانون.

## الوفاة
توفي تشان هتون في 16 مايو 1988، بعد أن ترك إرثًا كبيرًا في القانون والدستور والسياسة البورمية الحديثة.